# جمعیت یهودی در کشورها
جمعیت یهودیان در جهان، تا ابتدای سال۲۰۲۳ حدود ۱۵ میلیون و ۷۰۰ هزار نفر یعنی ۰/۲درصد از جمعیت جهان تخمین زده می‌شود.
در بسیاری از کشورها ازجمله ایران، اقلیت یهودی وجود دارد اما بزرگ‌ترین جمعیت یهودی در اسرائیل و ایالات متحده آمریکا ساکن می‌باشند. که اسرائیل با بیش‌از ۶ میلیون یهودی، تنها کشور با اکثریت یهودی و دولتی صراحتاً یهودی است و این درحالیست که جمعیت یهودی ساکن در آمریکا نیز به‌همین تعداد نزدیک است.
در سال ۱۹۳۹، جمعیت هسته یهودی به اوج خود یعنی حدود ۱۶ یا ۱۷ میلیون (۰/۸ درصد جمعیت جهان) رسیده بود که پس‌از هولوکاست در سال ۱۹۴۵ بنابر تخمین‌ها به ۱۱ میلیون نفر کاهش یافت.

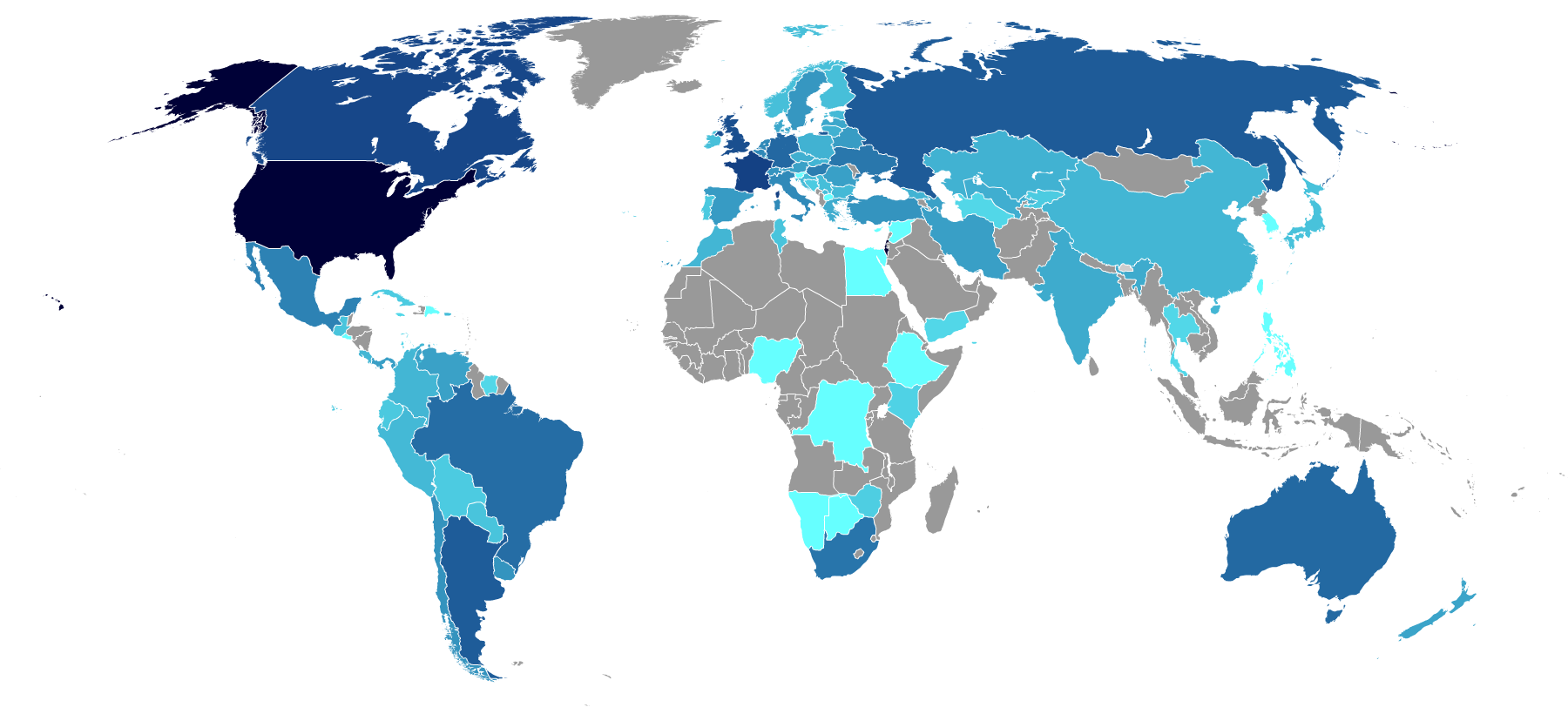
جمعیت یهودیان برپایه کشور سال ۲۰۱۳

## فهرست
| کشور یا سرزمین            | جمعیت هسته یهودی      | جمعیت به ازای هر نفر یهودی | جامعه بزرگ یهودی |
| ------------------------- | --------------------- | -------------------------- | ---------------- |
| جهان                      | ۱۴٬۲۰۰٬۰۰۰            | ۵۰۵                        | ۲۰٬۰۰۰٬۰۰۰       |
| اسرائیل                   | ۶٬۳۹۹٬۰۰۰             | ۱٫۳۲                       | ۶٬۴۵۱٬۰۰۰        |
| ایالات متحده آمریکا       | ۵٬۳۰۰٬۰۰۰ - ۷٬۰۳۹٬۰۰۰ | ۵۳                         | ۷٬۲۸۲٬۰۰۰        |
| فرانسه                    | ۴۶۵٬۰۰۰               | ۱۳۹                        | ۶۰۰٬۰۰۰          |
| کانادا                    | ۳۸۵٬۰۰۰               | ۹۰                         | ۵۵۰٬۰۰۰          |
| بریتانیا                  | ۲۶۹٬۵۶۸               | ۲۲۰                        | ۳۷۰٬۰۰۰          |
| روسیه                     | ۱۸۶٬۰۰۰               | ۷۶۶                        | ۵۰۰٬۰۰۰          |
| آرژانتین                  | ۱۸۱٬۳۰۰–۲۳۰٬۰۰۰       | ۲۳۸                        | ۳۳۰٬۰۰۰          |
| استرالیا                  | ۱۱۲٬۵۰۰               | ۲۱۳                        | ۱۳۵٬۰۰۰          |
| آلمان                     | ۹۹٬۶۹۵                | ۶۸۶                        | ۲۵۰٬۰۰۰          |
| برزیل                     | ۹۵٬۰۰۰                | ۲٬۱۳۳                      | ۱۵۰٬۰۰۰          |
| آفریقای جنوبی             | ۷۰٬۰۰۰                | ۶۹۱                        | ۸۰٬۰۰۰–۹۲٬۰۰۰    |
| اوکراین                   | ۶۳٬۰۰۰                | ۷۰۳                        | ۴۰۰٬۰۰۰          |
| مجارستان                  | ۴۷٬۹۰۰                | ۲۰۷                        | ۱۵۰٬۰۰۰          |
| مکزیک                     | ۴۰٬۰۰۰–۶۷٬۴۷۶         | ۳٬۰۰۷                      | ۵۰٬۰۰۰–۶۷٬۴۷۶    |
| اسپانیا                   | ۳۰٬۰۰۰                | ۹۰۰                        | ۵۰٬۰۰۰           |
| بلژیک                     | ۳۰٬۰۰۰                | ۳۴۸                        | ۴۰٬۰۰۰           |
| هلند                      | ۲۹٬۹۰۰                | ۵۶۳                        | ۴۵٬۰۰۰           |
| ایتالیا                   | ۲۸٬۰۰۰                | ۲٬۱۷۱                      | ۴۵٬۰۰۰           |
| لهستان                    | ۲۳,۰۰۰                | ۵٬۱۲۵                      | ۲۷,۰۰۰           |
| سوئیس                     | ۱۹٬۰۰۰                | ۴۲۴                        | ۲۵٬۰۰۰           |
| شیلی                      | ۱۸٬۵۰۰                | ۹۳۹                        | ۲۵٬۰۰۰           |
| ترکیه                     | ۱۷٬۲۰۰                | ۴٬۸۰۱                      | ۲۱٬۰۰۰           |
| سوئد                      | ۱۵٬۰۰۰                | ۶۴۸                        | ۲۰٬۰۰۰           |
| اروگوئه                   | ۱۲٬۰۰۰ - ۱۷٬۲۰۰       | ۲۷۸                        | ۲۵٬۰۰۰           |
| بلاروس                    | ۱۱٬۵۰۰                | ۸۳۵                        | ۲۵٬۰۰۰           |
| پاناما                    | ۱۰٬۰۰۰                | ۳۶۱                        | ۱۱٬۰۰۰           |
| رومانی                    | ۹٬۴۰۰                 | ۲٬۳۱۲                      | ۲۰٬۰۰۰           |
| اتریش                     | ۹٬۰۰۰                 | ۹۱۴                        | ۲۰٬۰۰۰           |
| جمهوری آذربایجان          | ۹٬۱۰۰                 | ۱٬۱۱۳                      | ۱۶٬۰۰۰           |
| ونزوئلا                   | ۸٬۰۰۰                 | ۳٬۶۰۸                      | ۱۲٬۰۰۰           |
| نیوزیلند                  | ۶٬۸۶۷                 | ۶۵۵                        | ۱۰٬۰۰۰           |
| دانمارک                   | ۶٬۴۰۰                 | ۸۷۰                        | ۸٬۵۰۰            |
| مراکش                     | ۶٬۰۰۰                 | ۱۳٬۷۴۵                     | ۶٬۵۰۰            |
| لتونی                     | ۵٬۶۰۰                 | ۳۸۷                        | ۱۲٬۰۰۰           |
| هنگ کنگ                   | ۵٬۰۰۰                 | ۱٬۴۲۲                      | ۵٬۰۰۰            |
| هند                       | ۵٬۰۰۰                 | ۲۴۷٬۲۶۹                    | ۷٬۰۰۰            |
| یونان                     | ۴٬۵۰۰                 | ۲٬۳۹۸                      | ۶٬۰۰۰            |
| کلمبیا                    | ۴٬۵۰۰                 | ۱۰٬۲۷۷                     | ۵٬۲۰۰            |
| جمهوری چک                 | ۳٬۹۰۰                 | ۲٬۷۲۵                      | ۱۵٬۰۰۰           |
| ازبکستان                  | ۳٬۸۰۰                 | ۷٬۶۱۳                      | ۸٬۰۰۰            |
| مولداوی                   | ۳٬۷۰۰                 | ۹۶۸                        | ۷٬۵۰۰            |
| ایران                     | ۳,۵۰۰                 | ۱۹٬۱۸۶                     | ۵,۵۰۰            |
| قزاقستان                  | ۳٬۱۰۰                 | ۵٬۷۹۰                      | ۶٬۵۰۰            |
| لیتوانی                   | ۲٬۹۰۰                 | ۱٬۲۰۹                      | ۶٬۵۰۰            |
| گرجستان                   | ۲٬۸۰۰                 | ۱٬۷۶۳                      | ۶٬۰۰۰            |
| اسلواکی                   | ۲٬۶۰۰                 | ۲٬۰۹۳                      | ۴٬۵۰۰            |
| کاستاریکا                 | ۲٬۵۰۰                 | ۱٬۹۰۲                      | ۳٬۰۰۰            |
| چین                       | ۲٬۵۰۰                 | ۵۴۲٬۲۷۷                    | ۳٬۰۰۰            |
| بلغارستان                 | ۲٬۰۰۰                 | ۳٬۴۶۲                      | ۶٬۰۰۰            |
| استونی                    | ۲٬۰۰۰                 | ۶۲۹                        | ۳٬۴۰۰            |
| پرو                       | ۱٬۹۰۰                 | ۱۵٬۸۶۷                     | ۳٬۰۰۰            |
| کرواسی                    | ۱٬۷۰۰                 | ۲٬۶۲۹                      | ۳٬۰۰۰            |
| ایرلند                    | ۱٬۶۰۰                 | ۳٬۰۲۰                      | ۲٬۴۰۰            |
| پورتوریکو                 | ۱٬۵۰۰                 | ۲٬۴۳۱                      | ۲٬۵۰۰            |
| اوگاندا                   | ۱٬۵۰۰                 | ۲۳٬۰۸۹                     | ۲٬۵۰۰            |
| صربستان                   | ۱٬۴۰۰                 | ۵٬۱۴۹                      | ۲٬۸۰۰            |
| فنلاند                    | ۱٬۳۰۰                 | ۴٬۰۵۲                      | ۱٬۸۰۰            |
| نروژ                      | ۱٬۳۰۰                 | ۳٬۹۶۰                      | ۲٬۰۰۰            |
| ژاپن                      | ۱٬۰۰۰                 | ۱۲۷٬۱۰۳                    | ۱٬۴۰۰            |
| پاراگوئه                  | ۹۰۰–۱٬۰۰۰             | ۷٬۴۴۸                      | ۱٬۵۰۰            |
| گواتمالا                  | ۹۰۰                   | ۱۶٬۲۷۴                     | ۱٬۵۰۰            |
| تونس                      | ۹۰۰                   | ۱۲٬۱۵۳                     | ۱٬۱۰۰            |
| اکوادور                   | ۲۹۰                   | ۲۶٬۰۹۰                     | ۳۰۰              |
| لوکزامبورگ                | ۶۰۰                   | ۸۶۷                        | ۹۰۰              |
| پرتغال                    | ۶۰۰                   | ۱۸٬۰۲۲                     | ۱٬۰۰۰            |
| جبل طارق                  | ۶۰۰                   | ۴۸                         | ۸۰۰              |
| کوبا                      | ۵۰۰                   | ۲۲٬۰۹۴                     | ۱٬۵۰۰            |
| جزایر ویرجین ایالات متحده | ۵۰۰                   | ۲۰۸                        | ۷۰۰              |
| بولیوی                    | ۵۰۰                   | ۲۱٬۲۶۲                     | ۹۰۰              |
| بوسنی و هرزگوین           | ۵۰۰                   | ۷٬۷۴۲                      | ۱٬۰۰۰            |
| قرقیزستان                 | ۵۰۰                   | ۱۱٬۲۰۸                     | ۱٬۰۰۰            |
| زیمبابوه                  | ۴۰۰                   | ۳۴٬۴۳۰                     | ۶۰۰              |
| ارمنستان                  | ۳۰۰–۵۰۰               | ۱۰٬۲۰۰                     | ۳۰۰–۵۰۰          |
| باهاما                    | ۳۰۰                   | ۱٬۰۷۰                      | ۴۰۰              |
| سنگاپور                   | ۳۰۰                   | ۱۸٬۵۵۷                     | ۵۰۰              |
| ویتنام                    | ۳۰۰                   | ۳۱۱٬۴۰۳                    | ۳۰۰              |
| کنیا                      | ۳۰۰                   | ۱۵۰٬۰۳۳                    | ۷۰۰              |
| پاکستان                   | ۲۰۰ - ۱۵۰۰            | ۹۸۰٬۸۷۰                    | ۱۵۰۰             |
| لبنان                     | ۲۰۰                   | ۲۹٬۴۱۵                     | ۲۰۰              |
| جامائیکا                  | ۲۰۰                   | ۱۴٬۶۵۰                     | ۴۰۰              |
| آنتیل هلند                | ۲۰۰                   | ۱٬۵۲۵                      | ۴۰۰              |
| سورینام                   | ۲۰۰                   | ۲٬۸۶۵                      | ۴۰۰              |
| ترکمنستان                 | ۲۰۰                   | ۲۵٬۸۶۰                     | ۴۰۰              |
| تایلند                    | ۲۰۰                   | ۳۳۸٬۷۰۵                    | ۳۰۰              |
| پلی نزی فرانسه            | ۱۲۰                   | ۱٬۵۳۳                      | ۱۲۰              |
| مقدونیه                   | ۱۰۰                   | ۲۰٬۹۱۰                     | ۲۰۰              |
| فیلیپین                   | ۱۰۰                   | ۱٬۰۷۶٬۶۸۰                  | ۲۰۰              |
| جمهوری دومینیکن           | ۱۰۰                   | ۱۰۳٬۴۹۷                    | ۲۰۰              |
| السالوادور                | ۱۰۰                   | ۶۱٬۲۵۵                     | ۲۰۰              |
| قبرس                      | ۱۰۰                   | ۱۱٬۷۲۴                     | ۲۰۰              |
| مالت                      | ۱۰۰                   | ۴٬۱۲۶                      | ۲۰۰              |
| اسلوونی                   | ۱۰۰                   | ۱۹٬۸۸۲                     | ۲۰۰              |
| کره جنوبی                 | ۱۰۰                   | ۴۹۰٬۴۰۰                    | ۲۰۰              |
| تایوان                    | ۱۰۰                   | ۲۳۳٬۶۰۰                    | ۲۰۰              |
| اتیوپی                    | ۱۰۰                   | ۹۶۶٬۳۳۴                    | ۱٬۰۰۰            |
| بوتسوانا                  | ۱۰۰                   | ۲۱٬۵۵۸                     | ۲۰۰              |
| جمهوری دموکراتیک کنگو     | ۱۰۰                   | ۷۷۴٬۳۳۷                    | ۲۰۰              |
| نامیبیا                   | ۱۰۰                   | ۲۱٬۹۸۴                     | ۲۰۰              |
| نیجریه                    | ۱۰۰                   | ۱٬۷۷۱٬۵۵۸                  | ۲۰۰              |
| ایسلند                    | ۱۰۰                   | ۳٬۳۲۵                      | ۱۰۰              |
| یمن                       | ۴۰ - ۵۰               | ۲۸۹٬۴۶۷                    | ۳۰۰              |
| مارتینیک                  | ۹۰                    | ۴٬۲۸۹                      | ۹۰               |
| فیجی                      | ۶۰                    | ۱۵٬۰۵۰                     | ۶۰               |
| کالدونیای جدید            | ۵۰                    | ۵٬۳۴۰                      | ۵۰               |
| آلبانی                    | ۴۰–۵۰                 | ۷۵٬۵۰۰                     | ۴۰–۵۰            |
| مصر                       | ۴۰–۵۰                 | ۱٬۸۰۰٬۰۰۰                  | ۴۰–۵۰            |
| بحرین                     | ۳۶                    | ۳۶٬۵۰۰                     | ۳۶               |
| آزور                      | ۱                     |                            |                  |

## جمعیت هسته یهودیان
|    | کشور                | جمعیت هسته یهودی | % از مجموع |
| ۱  | اسرائیل             | ۶٬۰۱۴٬۳۰۰        | ۴۳٫۴٪      |
| ۲  | ایالات متحده آمریکا | ۵٬۴۲۵٬۰۰۰        | ۳۹٫۲٪      |
| ۳  | فرانسه              | ۴۷۸٬۰۰۰          | ۳٫۵٪       |
| ۴  | کانادا              | ۳۸۰٬۰۰۰          | ۲٫۷٪       |
| ۵  | بریتانیا            | ۲۹۰٬۰۰۰          | ۲٫۱٪       |
| ۶  | فدراسیون روسیه      | ۱۹۰٬۰۰۰          | ۱٫۴٪       |
| ۷  | آرژانتین            | ۱۸۱٬۵۰۰          | ۱٫۳٪       |
| ۸  | آلمان               | ۱۱۸٬۰۰۰          | ۰٫۹٪       |
| ۹  | استرالیا            | ۱۱۲٬۵۰۰          | ۰٫۸٪       |
| ۱۰ | برزیل               | ۹۵٬۲۰۰           | ۰٫۷٪       |